# Bolschoje Issakowo
Bolschoje Issakowo (russisch Большое Исаково, bis 1997 offiziell Issakowo, deutsch Lauth) ist ein Ort in der russischen Oblast Kaliningrad. Er liegt im Rajon Gurjewsk und gehört zur kommunalen Selbstverwaltungseinheit Munizipalkreis Gurjewsk.

## Geographische Lage
Bolschoje Issakowo liegt fünf Kilometer östlich von Kaliningrad (Königsberg) und zehn Kilometer südlich von Gurjewsk (Neuhausen) an dem östlich gelegenen und bis 1946 so genannten Lauther Mühlenteich. Im Westen grenzt das Dorf an den Leningrader Rajon der Stadt Kaliningrad. Durch den Ort verläuft die östliche Umfahrungsstraße der Oblasthauptstadt, eine direkte Bahnanbindung besteht nicht.

## Geschichte
Der Ort wurde im Jahre 1263 als Lawte gegründet. 1299 verlieh der Komtur von Königsberg, Berthold von Brühaven, den Bürgern der Stadt Wiesen in dem großen Werder der Pregel (russisch: Pregolja), dazu noch Wiesen bei dem Dorf Lauth als Gemeindewiese von der Brücke hinab bis zur Stadtfreiheit.
Im Jahre 1874 wurde Lauth in den neu errichteten Amtsbezirk Liep (russisch: Oktjabrskoje) eingegliedert. Er gehörte bis 1927 zum Landkreis Königsberg (Preußen) im Regierungsbezirk Königsberg der preußischen Provinz Ostpreußen und wurde – nach Einbeziehung von Liep in die Stadt Königsberg (Preußen) – im Jahre 1927 in „Amtsbezirk Lauth“ umbenannt.  Am 1. April 1939 verlor auch Lauth seine Eigenständigkeit und wurde in die Stadt und den Stadtkreis Königsberg eingemeindet. Der Amtsbezirk wurde aufgelöst.
Im Jahre 1945 kam Lauth mit dem nördlichen Ostpreußen zur Sowjetunion und erhielt 1947 die russische Bezeichnung Issakowo. Gleichzeitig wurde der Ort in den Dorfsowjet Saosjorski selski Sowet eingeordnet. Im Jahr 1954 wurde Issakowo der Verwaltungssitz des Bolscheissakowski selski Sowet. Daneben war Issakowo seit 1947 faktisch und von 1953 bis 1960 offiziell der Verwaltungssitz des Rajons Gurjewsk, weil sich in der Stadt Gurjewsk Militär einquartiert hatte und dort keine Zivilbehörde duldete. Im Jahr 1997 wurde Issakowo in Bolschoje Issakowo umbenannt. Im Jahr 2008 wurde Bolschoje Issakowo Sitz einer Landgemeinde. Nach deren Auflösung im Jahr 2013 gehörte der Ort zum Stadtkreis Gurjewsk und seit 2022 zum Munizipalkreis Gurjewsk.

### Einwohnerentwicklung
| Jahr | Einwohner |
| ---- | --------- |
| 1885 | 774       |
| 1910 | 864       |
| 1933 | 1.827     |
| 2002 | 2.499     |
| 2010 | 3.187     |
| 2021 | 6.877     |

### Amtsbezirk Lauth
Am 2. Dezember 1927 wurde der bisherige Amtsbezirk Liep (russisch: Oktjabrskoje) in „Amtsbezirk Lauth“ umbenannt und Lauth wurde Amtsdorf im Landkreis Königsberg (Preußen) im Regierungsbezirk Königsberg der preußischen Provinz Ostpreußen. Dieser Amtsbezirk bestand aus den beiden Landgemeinden Lauth und Palmburg (russisch: Pribreschnoje). Nur elfeinhalb Jahre währte die Amtszeit, bis Lauth in die Stadt Königsberg (Preußen) eingemeindet und der Amtsbezirk aufgelöst wurde.

### Bolscheissakowski selski Sowet/okrug 1954–2008
Der Dorfsowjet Bolscheissakowski selski Sowet (ru. Болыпеисаковский сельский Совет) wurde im Juni 1954 eingerichtet. Seine Orte gehörten vorher zum Saosjorski selski Sowet. Der Verwaltungssitz des Dorfsowjets war der Ort Issakowo, der 1997 in Bolschoje Issakowo umbenannt wurde. Nach dem Zerfall der Sowjetunion bestand die Verwaltungseinheit als Dorfbezirk Bolscheissakowski selski okrug (ru. Болыпеисаковский сельский округ). Im Jahr 2008 wurde der Dorfbezirk in eine Landgemeinde umgewandelt.
| Ortsname                     | Name bis 1947/50 | Bemerkungen                                                            |
| ---------------------------- | ---------------- | ---------------------------------------------------------------------- |
| Issakowo (Исаково)           | Lauth            | Der Ort wurde 1947 umbenannt und 1997 in Bolschoje Issakowo umbenannt. |
| Malo-Issakowo (Мало-Исаково) | (Krug) Lauth     | Der Ort wurde 1947 umbenannt und 1997 in Maloje Issakowo umbenannt.    |
| Wassilkowo (Васильково)      | Neudamm (Dorf)   | Der Ort wurde 1947 umbenannt.                                          |

### Bolscheissakowskoje selskoje posselenije 2008–2013

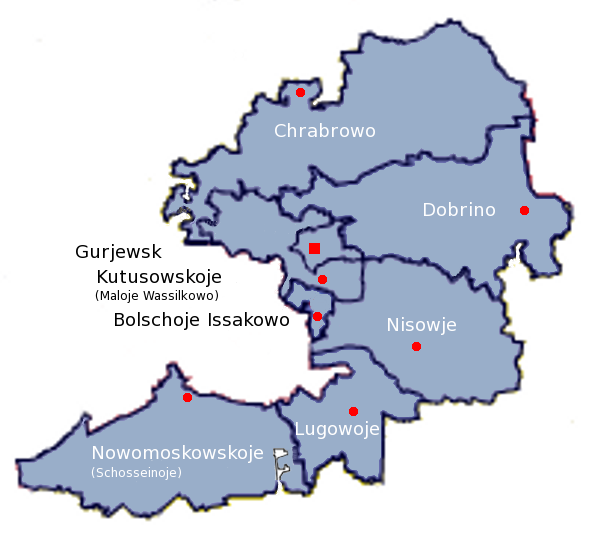
Lage der Landgemeinde Bolscheissakowskoje selskoje posselenije im Rajon Gurjewsk

Die Landgemeinde Bolscheissakowskoje selskoje posselenije (ru. Большеисаковске сельско поселение) wurde im Jahr 2008 als Nachfolgerin des Dorfbezirks Bolscheissakowski selski okrug eingerichtet. Zu ihr gehörten drei jeweils „Siedlung“ (russisch: possjolok) genannte Ortschaften auf einer Fläche von 4,8 km² mit 10.257 Einwohnern (Stand 2010). Im Jahr 2013 ging die Gemeinde im Stadtkreis Gurjewsk auf.
| Ortsname                             | deutscher Name |
| ------------------------------------ | -------------- |
| Bolschoje Issakowo (Большое Исаково) | Lauth          |
| Maloje Issakowo (Малое Исаково)      | Krug Lauth     |
| Wassilkowo (Васильково)              | Neudamm        |

## Mühle Lauth
Lauth war vor 1945 ein bekannter Mühlenort, wovon noch heute der Lauther Mühlenteich zeugt. Die Mühle Lauth hatte eine wechselvolle Geschichte. 1460 befahl der Hochmeister Ludwig von Erlichshausen dem Komtur zu Ragnit (heute russisch: Neman), mit Feuerschiffen bei der Mühle Lauth zu ihm zu stoßen, um Wehlau (Snamensk) anzugreifen. 65 Jahre später hielt Herzog Albrecht bei der Mühle Lauth ein blutiges Strafgericht über aufständische Bauern, und der Winter 1554 war so kalt, dass alle Teiche in der Umgebung zufroren und fast alle Mühlen stillstanden. Korn und Salz mussten daher zur Mühle Lauth gefahren werden. 1566 wurde die Mühle von der Herzogin Anna Maria, der Gemahlin Herzog Albrechts an die „Los- und Kuchenbäcker“ der drei Städte Königsbergs verliehen.
Später kam noch eine Sägemühle hinzu, die im Jahre 1583 vom Markgrafen Georg Friedrich ebenfalls an Königsberg verliehen wurde. Die Königsberger Bäcker nutzten die Lauthener Mühle mehr als hundert Jahre.
Nach dem Ende des Krieges 1806/07 kamen die Mühlen zur Versteigerung gegen Höchstgebot. Die Mühle Lauth wurde von Friedrich Wilhelm Lehmann für 33.300 Reichstaler ersteigert. Danach hatte die Mühle noch viele Besitzer, als deren letzter Kurt Käswurm genannt wurde, der sie 1894 übernahm.

## Kirche
Bis 1945 war die meist evangelische Bevölkerung Lauths in das Kirchspiel Neuhausen (russisch: Gurjewsk) eingegliedert, das zum Kirchenkreis Königsberg-Land II innerhalb der Kirchenprovinz Ostpreußen der Kirche der Altpreußischen Union gehörte. Heute sind die meisten Einwohner, soweit sie konfessionell gebunden sind, russisch-orthodox. Bezüglich der evangelisch-lutherischen Kirchenstrukturen liegt Bolschoje Issakowo im Einzugsbereich der evangelisch-lutherischen Auferstehungskirche in Kaliningrad (Königsberg) der in den 1990er Jahren neu entstandenen Propstei Kaliningrad der Evangelisch-lutherischen Kirche Europäisches Russland.